# Buddy Squires
Eugene („Buddy“) Squires (* 1955 oder 1956 in Cleveland) ist ein US-amerikanischer Kameramann, Filmregisseur und Filmproduzent, der hauptsächlich Dokumentarfilme dreht.

## Leben
Buddy Squires ist der Sohn von Eugene Squires, der zuletzt als Geschäftsführer des Unternehmens Squires Construction in Cleveland tätig war, und dessen Ehefrau Phyllis Squires. Er besuchte die High School in Shaker Heights, einem Vorort von Cleveland. In seinem ersten Schuljahr drehte er mit der 8-mm-Kamera seines Vaters, der Amateurfilmer war und ein Flugzeug besaß, seinen ersten Dokumentarfilm. Für ein Schulprojekt über Umweltverschmutzung machte er Luftaufnahmen vom Rauch aus Fabrikanlagen am Cuyahoga River. Weitere Kurzfilme insbesondere zu Teenagerthemen folgten. Ab 1974 studierte Buddy Squires Film und Fotografie am Hampshire College in Amherst, Massachusetts. Sein wichtigster Lehrer war Jerome Liebling, der ihm Kenntnisse und Kontakte zu anderen Filmschaffenden vermittelte und mit dem er lebenslang in Kontakt blieb.
Noch vor seinem Collegeabschluss trat Squires dem Produktionsunternehmen Florentine Films bei, das seine Kommilitonen Ken Burns und Roger Sherman 1976 gegründet hatten. Sie waren zunächst für BBC und andere ausländische Fernsehsender tätig und drehten Industriefilme. Ihr erster gemeinsamer Dokumentarfilm, Brooklyn Bridge (1981), an dem Squires als Produzent mitwirkte, brachte Burns eine Oscar-Nominierung ein. Burns stand zwar bei diesem und weiteren Filmen selbst hinter der Kamera, bat aber auch Squires, diese Rolle zu übernehmen, da er es zunehmend wichtig fand, interviewten Personen in die Augen sehen zu können. Squires kam diesem Wunsch nach und fokussierte sich auf die Tätigkeit als Kameramann, beginnend mit einem Porträtfilm über den Politiker Huey Long (1985). Bei ihrer nächsten Zusammenarbeit The Statue of Liberty (1985), einer Dokumentation über die Geschichte der Freiheitsstatue, waren sowohl Burns als auch Co-Produzent (und Kameramann) Squires bei der Oscarverleihung 1986 in der Kategorie „Bester Dokumentarfilm“ nominiert.
Seitdem steht Squires regelmäßig für Film und Fernsehen hinter der Kamera. 2007 wurde er von der International Documentary Association mit dem Outstanding Documentary Achievement in Cinematography Award ausgezeichnet. Bis zu diesem Zeitpunkt war er an rund 80 Dokumentarfilmen beteiligt gewesen, davon die ersten zwanzig in Zusammenarbeit mit Ken Burns. Er war als Kameramann für zehn Primetime Emmy Awards nominiert und gewann einen Primetime Emmy (zusammen mit weiteren Kollegen) für das National-Geographic-Television-Special America’s Endangered Species: Don’t Say Good-bye (1998). Zudem arbeitete er an einer Reihe weiterer Dokumentarfilme mit, die in anderen Kategorien Oscars oder Emmys gewannen oder dafür nominiert wurden, darunter Chimps: So Like Us (1991), One Survivor Remembers (1995), Rehearsing a Dream (2007) und Strangers No More (2010). Er ist Mitglied der American Society of Cinematographers.
Wenige Male führte Squires selbst Regie, darunter bei der von PBS ausgestrahlten Dokumentation Listening to Children: A Moral Journey with Robert Coles (1995). Eine seiner Co-Regiearbeiten (zusammen mit Graeme A. Scott), Beyond the Beach: The Hell and the Hope,  handelt von der Organisation Emergency. Der Dokumentarfilm feierte seine Premiere bei den Internationalen Filmfestspielen von Venedig 2019.
2004 heiratete Squires in Los Angeles die Filmemacherin Kerstin Park-Labella, eine Adoptivtochter von Vincenzo Labella. Er ist Vater mehrerer Söhne.

## Filmografie (Auswahl)
- 1981: Brooklyn Bridge
- 1985: Huey Long
- 1985: The Statue of Liberty
- 1990: Chimps: So Like Us
- 1990: Der Amerikanische Bürgerkrieg (The Civil War)
- 1991: Coney Island
- 1992: Compassion in Exile: The Life of the 14th Dalai Lama
- 1994: Die Baseball-Story (Baseball, Miniserie)
- 1995: One Survivor Remembers
- 1995: Listening to Children: A Moral Journey with Robert Coles
- 1997: Heart of a Child
- 1997: Lewis & Clark: The Journey of the Corps of Discovery
- 1998: America’s Endangered Species: Don’t Say Good-bye
- 1998: Frank Lloyd Wright
- 1998: Out of the Past
- 2000: Scottsboro: An American Tragedy
- 2001: Mark Twain
- 2001: Jazz
- 2002: Seeing, Searching, Being: William Segal
- 2004: People’s Poetry: A Populist Bacchanal
- 2004: Er wollte kein Sklave sein (Unforgivable Blackness: The Rise and Fall of Jack Johnson)
- 2006: Rehearsing a Dream
- 2007: Nanking
- 2009: The National Parks: America’s Best Idea (Miniserie)
- 2010: Strangers No More
- 2011: Prohibition – Eine amerikanische Erfahrung (Prohibition, Miniserie)
- 2012: Die Fünf vom Central Park (The Central Park Five)
- 2012: Dust Bowl – Die Jahrhundertdürre (The Dust Bowl, Miniserie)
- 2013: Salinger
- 2014: The Roosevelts (Miniserie)
- 2016: Betting on Zero
- 2017: Vietnam (Fernsehserie)
- 2019: Beyond the Beach: The Hell and the Hope